# اچ‌ام‌اس مارس (۱۷۹۴)
اچ‌ام‌اس مارس (۱۷۹۴) (به انگلیسی: HMS Mars (1794)) یک کشتی بود که طول آن ۱۷۶ فوت (۵۴ متر) بود. این کشتی در سال ۱۷۹۴ ساخته شد.